# Núcleo Urbano Antigo de Estói
O Núcleo Urbano Antigo de Estoi é uma área de proteção do património em vias de classificação na aldeia algarvia de Estói, em Portugal. Além do núcleo urbano, integra as ruínas romanas de Milreu, o Palácio de Estói, a Igreja Matriz de Estoi e a Ermida de Nossa Senhora do Pé da Cruz.